# Heinrich VI, Bá tước xứ Gorizia

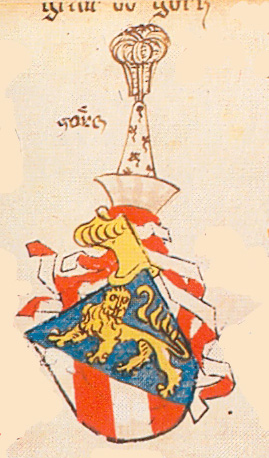
Phù hiệu áo giáp dòng họ Albertine của Bá tước Gorizia, Ingeram Codex, 1459

Heinrich VI (1376 – 1454), thành viên của Nhà Gorizia (triều đại Meinhardiner), cai trị với tư cách là Bá tước Gorizia từ năm 1385 cho đến khi qua đời. Ông cũng là hành cung bá tước xứ Carinthia (một tước hiệu cha truyền con nối), thống đốc xứ Belluno-Feltre và Landeshauptmann của Carniola. Qua cuộc hôn nhân với Elizabeth xứ Cilli, ông là anh rể của Sigismund của Luxembourg, Hoàng đế La Mã Thần thánh và Vua Hungary.